# Torsten Tegnér
Torsten Elof Kristoffer Tegnér, ofta kallad T.T., född 6 december 1888 i Stockholm, död 10 juni 1977, var en svensk journalist och idrottsledare. Tegnér har en närmast legendarisk plats inom den svenska sportjournalistiken.

## Biografi

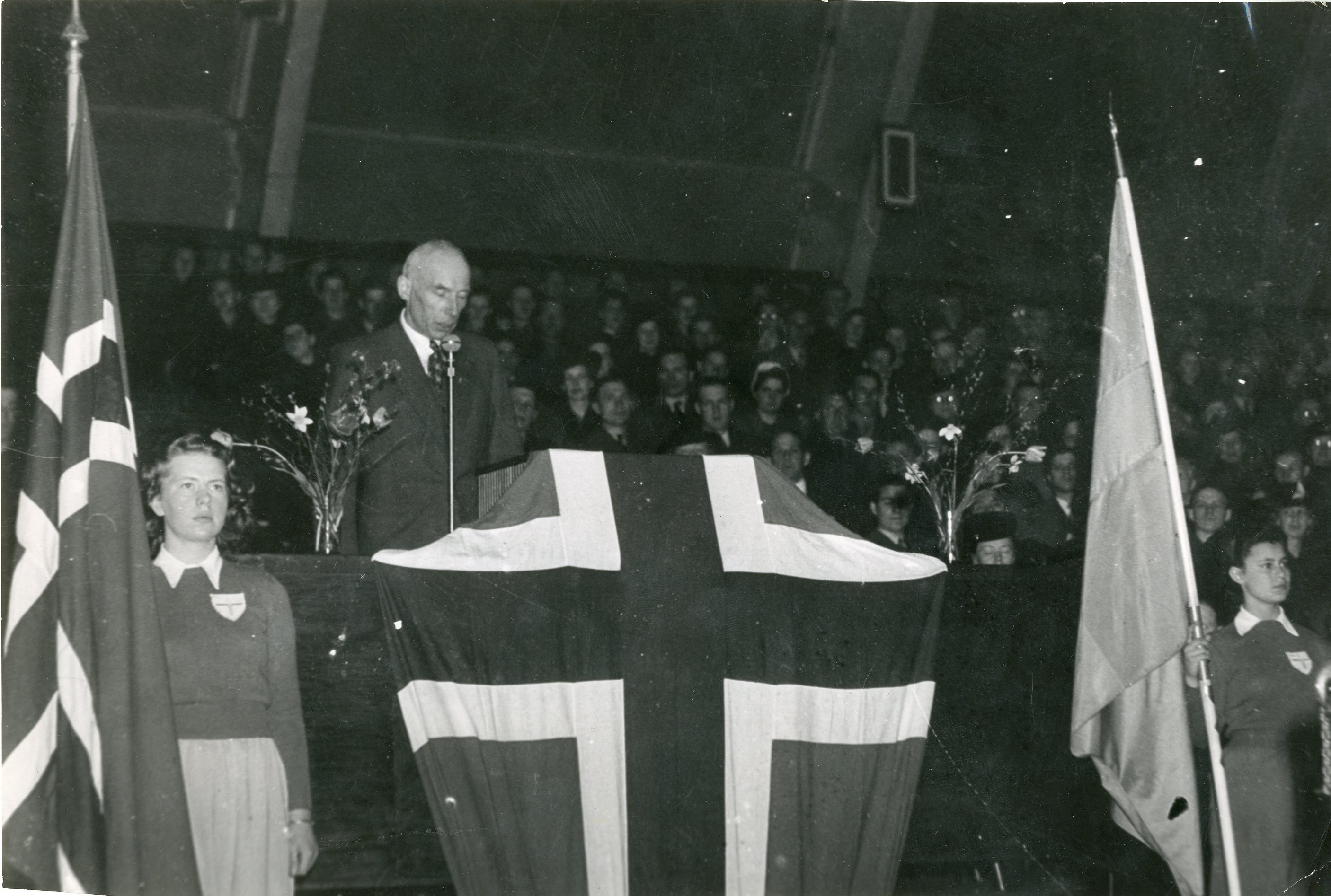
Torsten Tegnér (1888–1977) talar i Alvik 1943, under en idrottsgala för norska flyktingar i Sverige under andra världskriget.
Foto: Norsk Telegrambyrå/Riksarkivet (Norge)

Torsten Tegnér växte upp i Djursholm som son till den berömda barnviseförfattarinnan Alice Tegnér. Fadern Jakob Tegnér var jurist och redaktör. Tegnérs farfars far var skalden och biskopen Esaias Tegnér.
Han hade två huvudintressen,  idrott och humaniora, vilka kombinerades i hans liv som aktiv idrottsman, idrottsledare och inte minst som journalist. När fadern krävde att han skulle upphöra med den organiserade idrotten till förmån för studier, accepterade inte den unge Torsten Tegnér det, utan svarade med att i stället flytta hemifrån. Han studerade ändå vid Stockholms högskola, där han blev filosofie kandidat 1912. Därefter kände han sig fri att syssla med sina intressen efter eget huvud.
Som aktiv spelade han helst bandy (svensk mästare med AIK 1909 och 1914), men tävlade även i friidrott, gång, ishockey (europamästare 1923) och orientering. Dessutom var han en av de tidigaste med att förespråka allas behov av motion. Idrottsledaren Tegnér var med om att grunda fem specialidrottsförbund: bandy, bordtennis, gång, ishockey och orientering. Han var under många år ledamot av Riksidrottsförbundets Överstyrelse nuvarande Riksidrottsstyrelsen. 
För den stora allmänheten blev Tegnér känd framför allt genom sitt arbete som journalist och redaktör för tidningen Idrottsbladet, som han köpte 1915, fem år efter det att den hade grundats. Han var tidningens ägare fram till 1957 och dess redaktör från 1915 till 1967, och hans drivna litterära stil var något nytt för idrottsjournalistiken. Under 1930-talet var Tegnér uttalad antisemit och protysk, och kallade i en artikel från 1938 i Idrottsbladet Hans von Tschammer und Osten, den tyska Reichssportführern, SA-Obergruppenführern och nazistiska statssekreteraren och en av de ledande bakom Berlinolympiaden 1936, för "den genialiske idealisten". I sin självbiografi minns dock Liselott Diem, hustru till den tyske idrottstjänstemannen Carl Diem, ett gemensamt besök i Stockholm 1939, då hennes man ingrep i en tysk rapport kritisk mot Tegner.
Torsten Tegnér var inte bara redaktör för Idrottsbladet i 52 år, han skrev dessutom ett antal böcker, till exempel Stadion och 33 år som sportjournalist. 
Han är begravd på Djursholms begravningsplats.

## Rekord och utmärkelser
Torsten Tegnér blev den 11 mars 1923 den äldsta debutanten i Sveriges herrlandslag i ishockey, i och med att han spelade mot Belgien i EM i ishockey i Antwerpen. Han var då 34 år, 3 månader, 5 dagar. Tegnér var egentligen ingen hockeyspelare, men var lagledare och kunde som gammal bandyspelare åka skridskor, och hade dessutom bidragit till finansieringen av landslagets deltagande, varför han tilläts spela i slutminuterna när Sverige redan ledde med 8–0.
Detta rekord slogs först år 2007 av Johan Åkerman.
Tegnér blev den 11 februari 1940 hedersledamot av Finlands Bollförbund, efter att ha tagit initiativ till en vänskaplig bandylandskamp mellan Sverige och Finland som spelades den dagen, vars hela behållning gick till Finlands Röda Kors i samband med det då pågående vinterkriget. Han blev hedersledamot även i Svenska Bandyförbundet 1950, då han avgick som dess vice ordförande, och 1958 blev han upphöjd till hedersordförande i bandyförbundet, som den ende som har givits den värdigheten utan att ha varit ordförande för förbundet.
Sedan 1989 delas Torsten Tegnér-stipendiet ut av Riksidrottens Vänner till en nordisk idrottsledare och/eller idrottsjournalist.